# Nowyj Byt (obwód amurski)
Nowyj Byt (ros. Новый Быт) – osiedle w Rosji, w obwodzie amurskim, w rejonie romnieńskim. W 2010 liczyło 162 mieszkańców.